# دیدرایشسهاگن
دیدرایشسهاگن (به آلمانی: Diedrichshagen) یک شهر در آلمان است که در فرپومرن-گرایفسوالد واقع شده‌است. دیدرایشسهاگن ۵۴۳ نفر جمعیت دارد.